# Deutschsprachiger Studiengang
Deutschsprachige Studiengänge (DSG) werden an Hochschulen außerhalb des deutschen Sprachraums (Deutschland, Österreich, Schweiz, Liechtenstein, Luxemburg und Belgien) angeboten. 
Es gibt über 700 deutschsprachige Studiengänge. Zu den fremdsprachigen Spitzenuniversitäten, die auch deutschsprachige Studiengänge anbieten, gehören etwa die von einem Deutschen 1907 gegründete Tongji-Universität in Shanghai oder die 2001 gegründete Andrássy Universität in Budapest und andere Einrichtungen in den USA, Frankreich oder Russland. 

## Bedeutung
In Mittel- und Osteuropa sowie der GUS spielt die deutsche Sprache auch in der Wissenschaft und Wirtschaft eine wichtige Rolle. Um dieses Potenzial für die Kooperation mit der Bundesrepublik zu nutzen, werden vom DAAD an Hochschulen dieser Region seit 1993 deutschsprachige Studiengänge gefördert.
Den einheimischen Studenten ermöglichen diese Studiengänge eine Ausbildung, oft in Zusammenarbeit mit deutschen Hochschulen, verbunden mit dem Verfestigen der deutschen Sprache. Angebote deutschsprachiger Studiengänge bieten auch deutschsprachigen Studenten die Möglichkeit, Auslandserfahrung zu sammeln und gleichzeitig ein internationales Studium ohne sprachliche Hürden bei Vorlesungen und Klausuren zu absolvieren. Allein das Fach Betriebswirtschaft kann weltweit an über 40 verschiedenen Hochschulen auf Deutsch erlernt werden.